# Christopher M. Dobson

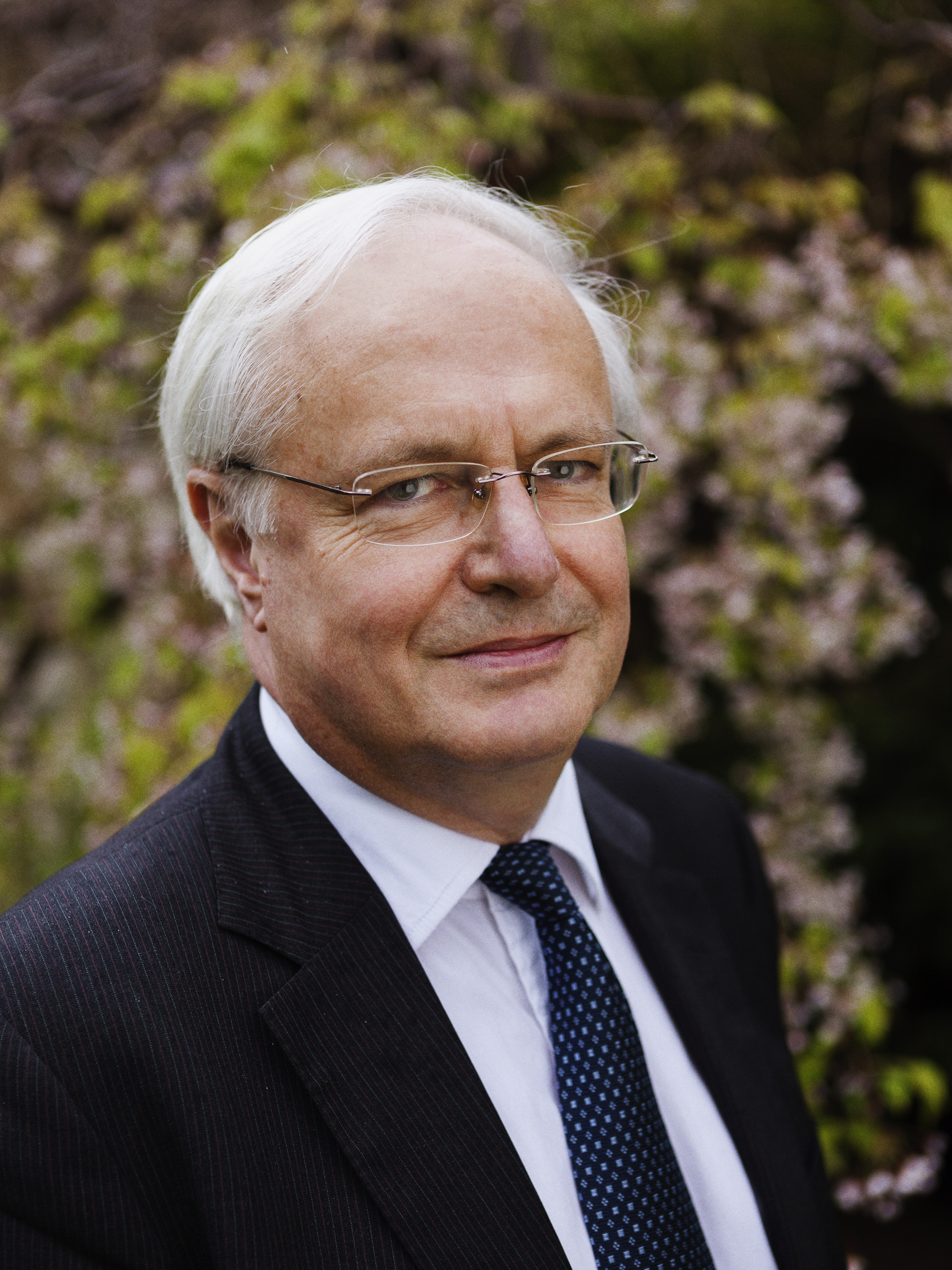
Christopher M. Dobson, 2014

Sir Christopher Martin Dobson (* 8. Oktober 1949 im Vereinigten Königreich, nach anderer Quelle in Rinteln, Deutschland; † 8. September 2019) war ein britischer Chemiker, Molekularbiologe und Biophysiker. Er war John Humphrey Plummer Professor of Chemical and Structural Biology an der University of Cambridge. Dobson wurde vor allem für seine Arbeiten zu Störungen der Proteinfaltung bekannt.

## Leben
Dobson erwarb an der University of Oxford 1970 einen Bachelor of Arts, 1971 einen Bachelor of Science, 1974 einen Master und 1976 promovierte er bei Robert Joseph Patton Williams. 2007 erwarb er an der University of Cambridge einen Scientiæ Doctor. Als Assistant Professor arbeitete er ab 1977 an der Harvard University und als Gastforscher am Massachusetts Institute of Technology, bevor er 1980 zurück an die Universität Oxford ging, zunächst als Lecturer, dann als Reader. 1996 übernahm er dort eine Professur für Chemie und wurde 1998 Direktor des Oxford Centre for Molecular Sciences. 2001 wechselte er als Professor für Biochemie und Strukturbiologie an die University of Cambridge. Von 2007 bis zu seinem Tod war er Master des St John’s College der Universität Cambridge.

## Wirken
Dobson konnte mittels verbesserter Kernspinresonanz und anderer Strukturuntersuchungsmethoden wie Elektronenmikroskopie, Rasterkraftmikroskopie, Röntgen-Kristallographie und Spektroskopie (einschließlich Fluoreszenz und Circulardichroismus) neue Erkenntnisse über die Proteinfaltung und ihre Störungen gewinnen. Wichtige Ergebnisse betreffen die klinische Bedeutung dieser Störungen, insbesondere für die Bildung von Amyloid-Fibrillen und die Entwicklungen von Krankheiten wie Morbus Parkinson oder Morbus Alzheimer.
Jüngere Arbeiten befassen sich auch mit der Verwendung von Biomolekülen in Materialwissenschaften und Nanotechnologie.
Dobson veröffentlichte mehr als 650 wissenschaftliche Publikationen (Stand 2014), davon mehr als 30 in Science oder Nature.

## Auszeichnungen (Auswahl)
- 1981 Corday-Morgan-Medaille der Royal Society of Chemistry[5]
- 1996 Mitglied der Royal Society
- 2003 Bakerian Lecture der Royal Society[6]
- 2005 Davy-Medaille der Royal Society[7]
- 2006 Hans Neurath Award der Protein Society
- 2007 Mitglied der American Academy of Arts and Sciences[8]
- 2009 Royal Medal der Royal Society[9]
- 2011 Mitglied der Academia Europaea[10]
- 2013 Mitglied der National Academy of Sciences[11]
- 2014 H.P.-Heineken-Preis für Biochemie und Biophysik der Königlich Niederländischen Akademie der Wissenschaften[1]
- 2014 Internationaler Antonio-Feltrinelli-Preis[2]
- 2018 Erhebung in den britischen Adelsstand als Knight Bachelor
- 2018 Mitglied der American Philosophical Society

- Ehrendoktorate folgender Universitäten: Katholieke Universiteit Leuven (2001), Universität Umeå (2005), Universität Florenz (2006), Universität Lüttich (2007), King’s College London (2012)